# Tyske Rige
Det Tyske Rige var den betegnelse man som oftest brugte om Det tyske kejserrige, der eksisterede fra 1871 til 1918. I praksis fortsatte det tyske rige dog helt til 1945, hvor Nazi-Tyskland gik under.
Det tyske riges historie kan deles op i tre distinkte perioder:
- Tyske kejserrige – samlede hele Tyskland under en kejser, ophørte med at eksistere, da kejseren blev tvunget til at abdicere i 1918.
- Weimarrepublikken – opstod umiddelbart efter 1. verdenskrig som republik, men kaldte sig dog fortsat tyske rige og var de facto en efterfølger.
- Nazi-Tyskland – kaldte sig "Det tredje rige", men var som Weimarrepublikken en fortsættelse af det Tyskland, der grundlagdes i 1871.

52°31′12″N 13°22′30″Ø / 52.52°N 13.375°Ø